# 보호자 (2014년 영화)
"보호자"는 2014년에 개봉한 대한민국의 영화이다.

## 캐스팅
- 김수현 : 전모 역
- 고서희 : 지연 역
- 이준혁 : 진수 역
- 배성우 : 성혁 역
- 유해정 : 희정 역
- 노강민 : 정식 역
- 염준혁 : 석주 역
- 박성일 : 약사 역
- 김희상 : 마트 직원 역